# Mercuer
Mercuer is een gemeente in het Franse departement Ardèche (regio Auvergne-Rhône-Alpes). De plaats maakt deel uit van het arrondissement Largentière. Mercuer telde op 1 januari 2022 1.315 inwoners.

## Geografie
De oppervlakte van Mercuer bedroeg op 1 januari 2022 7,57 vierkante kilometer; de bevolkingsdichtheid was toen 173,7 inwoners per km².
De onderstaande kaart toont de ligging van Mercuer met de belangrijkste infrastructuur en aangrenzende gemeenten.

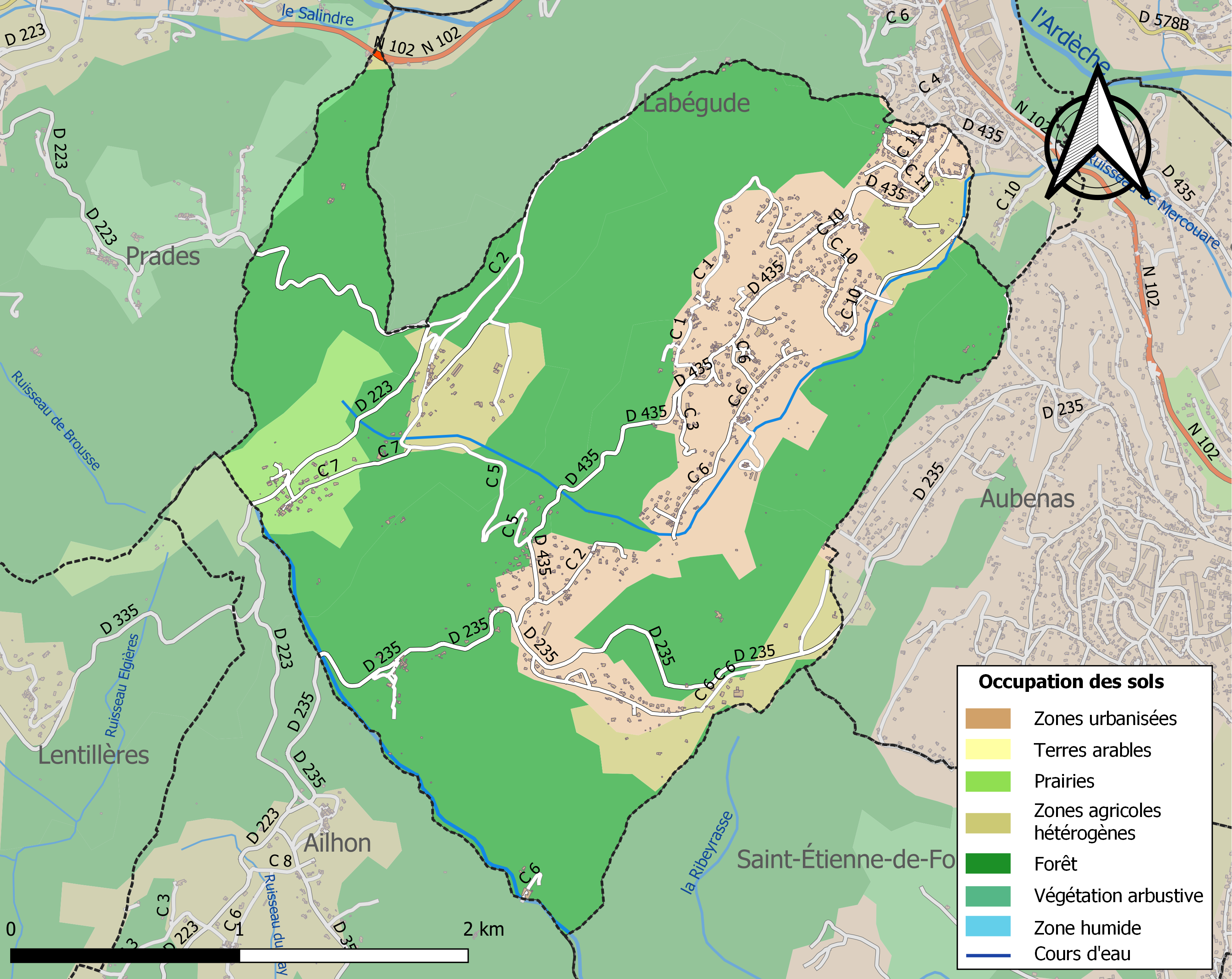

## Demografie
Onderstaande figuur toont het verloop van het inwonertal (bron: INSEE-tellingen).

Vanwege een beveiligingsprobleem met de MediaWiki Graph-software is het momenteel niet mogelijk deze grafiek weer te geven. Zodra de software is bijgewerkt zal de grafiek vanzelf weer zichtbaar worden.